# Залесы
Залесы (укр. Заліси) — село в Заболотьевской поселковой общине Ковельского района Волынской области Украины.
До 2020 года входило в Ратновский район.
Код КОАТУУ — 0724283701. Население по переписи 2001 года составляет 1427 человек. Почтовый индекс — 44144. Телефонный код — 3366. Занимает площадь 3,771 км².